# José Luis Cruz
José Luis Cruz Figueroa (José Luis Cruz Figueroa, 1952. február 9. – San Pedro Sula, 2021. január 27.) hondurasi válogatott labdarúgó.

## Pályafutása

### Klubcsapatban
Pályafutása során több hondurasi csapatban is megfordult, de ezek közül kiemelkedik a CD Motagua és a Real España csapata. Összesen négy hondurasi bajnoki címet szerzett. 

### A válogatottban
1972 és 1982 között szerepelt a hondurasi válogatottban. Részt vett az 1982-es világbajnokságon, ahol az Észak-Írország elleni csoportmérkőzésen kezdőként lépett pályára.

## Halála
2021 januárjában a San Pedro Sula-i kórházba szállították, miután megfertőződött a SARS-CoV-2 vírussal és 2021. január 27-én belehalt a szövődményekbe.

## Sikerei, díjai
CD Motagua
- Hondurasi bajnok (2): 1970–71, 1973

Real España
- Hondurasi bajnok (2): 1975, 1976
- UNCAF-klubcsapatok kupája döntős (1): 1979